# Collaborazione musicale
La collaborazione musicale (identificata anche con il termine inglese featuring, spesso abbreviato in feat. o ft.),  nell'industria musicale è la collaborazione di uno o più artisti in una canzone solitamente eseguita da altri. Tale collaborazione può essere più o meno estesa e riguardare il solo ritornello o porzioni più ampie del brano.

## Musica contemporanea
Agli albori dell'industria musicale pop, le band erano relativamente stabili e, sebbene gli ospiti non fossero rari, venivano raramente accreditati sulle copertine degli album.
Ad esempio, Eric Clapton non fu accreditato per la sua performance alla chitarra in "While My Guitar Gently Weeps" dei Beatles. Gradualmente, le apparizioni come guest star divennero un punto fermo dell'industria musicale.
La tradizione delle apparizioni come guest star divenne particolarmente diffusa nella musica rap, influenzando anche i musicisti rock.
Per avere una guest star in un disco, un coordinatore di produzione deve in molti casi ottenere l'autorizzazione dall'etichetta discografica dell'ospite e assicurarsi che il credito venga correttamente attribuito all'etichetta ospitante.
Un artista può essere accreditato nei titoli delle canzoni con l'abbreviazione "ft." (o "feat." in alcuni casi); oppure con la parola with o l'abbreviazione w/ (questa forma è però in disuso nel mercato musicale e viene utilizzata più frequentemente in altri mercati).

## Prezzo
Il merito specifico e la fatturazione attribuiti a un determinato artista sono una questione negoziata tra la produzione e l'artista o il suo agente.
I feat. sono spesso a pagamento, la cifra viene decisa dal manager e dall'artista ospite nel brano insieme al cantante.